# Minor Threat (альбом)
Minor Threat (також відомий як First Two Seven Inches) — збірний альбом американського хардкор-панк-гурту Minor Threat. Він був випущений у березні 1984 року на Dischord Records. Компіляція складалася з першого та другого мініальбомів гурту: «Minor Threat» (початково випущена в червні 1981) та «In My Eyes» (початково випущена в грудні 1981). Платівка «Minor Threat» 1984 року містила ту саму обкладинку, що й міні-альбом «Minor Threat» 1981 року, із зображенням молодшого брата вокаліста Айана Маккея Алека (Untouchables, The Faith).

## Список композицій
| Minor Threat EP | Minor Threat EP         | Minor Threat EP       | Minor Threat EP |
| #               | Назва                   | Автор                 | Тривалість      |
| --------------- | ----------------------- | --------------------- | --------------- |
| 1.              | «Filler»                | Minor Threat          | 1:32            |
| 2.              | «I Don't Wanna Hear It» | Ian MacKaye           | 1:13            |
| 3.              | «Seeing Red»            | Jeff Nelson, MacKaye  | 1:03            |
| 4.              | «Straight Edge»         | MacKaye               | 0:46            |
| 5.              | «Small Man, Big Mouth»  | MacKaye               | 0:55            |
| 6.              | «Screaming at a Wall»   | MacKaye               | 1:32            |
| 7.              | «Bottled Violence»      | MacKaye, Brian Baker  | 0:54            |
| 8.              | «Minor Threat»          | MacKaye, Lyle Preslar | 1:27            |
| 9:20            |                         |                       |                 |